# Banda della Magliana
Pour les articles homonymes, voir Banda.
 (juin 2009).
Si vous disposez d'ouvrages ou d'articles de référence ou si vous connaissez des sites web de qualité traitant du thème abordé ici, merci de compléter l'article en donnant les références utiles à sa vérifiabilité et en les liant à la section « Notes et références ».
La banda della Magliana était une organisation criminelle italienne basée à Rome, particulièrement active durant les années de plomb. Le nom de la bande, donné par les médias, fait référence au quartier d'enfance où ont grandi la plupart des membres de la bande, la zone de Magliana.

## Présentation
La banda della Magliana est mêlée aux drames politiques des « années de plomb », (anni di piombo) et de la stratégie de la tension au cours de la Guerre froide. La justice italienne a démontré que la bande entretenait des liens étroits avec des organisations mafieuses telles que Cosa Nostra, Camorra et 'Ndrangheta, mais aussi avec l'extrême droite italienne, dont les activistes néofascistes Nuclei Armati Rivoluzionari (NAR), qui ont été tenus pour responsables de l'attentat de la gare de Bologne en 1980, les services secrets (SISMI) et des figures politiques comme Licio Gelli, grand-maître franc-maçon de la loge P2 (Propaganda Due). 
P2 est impliquée avec l'organisation clandestine anti-communiste Gladio dans la stratégie de la tension durant la Guerre froide. Ces liens, sans relation avec ses activités criminelles avérées comme le trafic de drogue, les paris équestres ou le blanchiment d'argent ont mené la banda à être mêlée à des évènements politiques qui ont divisé l'Italie durant la guerre froide, comme l'assassinat du journaliste Carmine Pecorelli en 1979, le meurtre de l'ancien premier ministre Aldo Moro, leader du parti démocrate chrétien qui était en train de négocier le compromis historique avec le parti communiste italien (PCI), la tentative d'assassinat contre Roberto Rosone, vice-président de la Banque Ambrosiano, l'assassinat du « banquier de dieu », Roberto Calvi en 1982 et l'attentat de la gare de Bologne. 
Par ailleurs, la disparition mystérieuse d'Emanuela Orlandi, une affaire qu'on a d'abord pensée liée aux Loups gris, pourrait en fait avoir été une menace de la banda della Magliana pour que soit conservée l'immunité légale de la banque du Vatican afin de mettre à l'abri des débiteurs de la banque Ambrosiano les fonds détenus par elle.

## Méfaits
Ce groupe criminel entretenait des liens avec différentes organisations telles que Cosa Nostra, Camorra, 'Ndrangheta, mais aussi avec des représentants du monde politique comme Licio Gelli (de la loge P2), de la branche insurrectionnelle d'extrême droite, et avec des secteurs de la finance du Vatican (Institut pour les œuvres de religion) en particulier Monseigneur Paul Marcinkus.
Ces liens, souterrains par rapport aux activités criminelles normales de la bande (trafic de drogue, enlèvements, paris clandestins) qui n'ont jamais été complètement éclaircis, ont mis le groupe sur le devant de la scène médiatique durant les années de plomb. 
La banda della Magliana est liée en outre aux affaires italiennes suivantes :
- Homicide de Carmine Pecorelli
- Assassinat de Roberto Rosone
- Affaire Roberto Calvi
- Affaire de l'arsenal retrouvé dans les souterrains du Ministère de la Santé
- Mensonges aux enquêteurs dans l'affaire de l'attentat de la gare de Bologne
- Disparition d'Emanuela Orlandi, une autre hypothèse l'attribuant aux Loups gris.

## Polémique sur l'enterrement d'Enrico De Pedis
Le dernier chef de la banda della Magliana, Enrico De Pedis (dit Renatino), du quartier Trastevere, propriétaire de nombreuses trattorie, fut tué en plein jour le 2 février 1990 via del Pellegrino, au milieu de la foule du marché Campo de' Fiori. D'abord enterré au cimetière Verano, sa dépouille fut transférée le 24 avril de la même année en grand secret dans la basilique Sant'Apollinare, où il s'était marié en 1988. Ce privilège extrême et très particulier fit couler beaucoup d'encre une fois découvert par les journalistes. En 2011, Antonio Mancini, un ancien de la banda, prétendit que cette faveur était le remerciement pour avoir arrêté les crimes de la banda, dont le kidnapping d'Emanuela Orlandi - qui visaient à faire pression sur le Vatican pour protéger les fonds des membres menacés par la faillite de la banque Ambrosiano.

## Dans la fiction
- Giancarlo De Cataldo, Romanzo criminale, [trad. fr. Catherine Siné et Serge Quadruppani], Paris, Métailié, 2006, p. 584  (ISBN 978-2-86424-562-9) (rééd. Seuil, 2007, 2015)
- Romanzo criminale, film de Michele Placido (2005) présenté en sélection officielle, en compétition, lors du 56e Festival international du film de Berlin.
- Romanzo Criminale, la série télévisée italienne créée en 2008.
- Giancarlo De Cataldo, Je suis le Libanais, [trad. fr. Paola De Luca et Gisèle Toulouzan], Paris, Métailié, 2014 (éd. or. 2012), 132 p.  (ISBN 978-2-86424-957-3)